# Nana Bryant
Nana Bryant (* 23. November 1888 in Cincinnati, Ohio; † 24. Dezember 1955 in Hollywood, Kalifornien) war eine US-amerikanische Schauspielerin.

## Leben
Nana Bryant begann ihre Karriere als Schauspielerin bei verschiedenen regionalen Theatergruppen. Ihr Debüt am Broadway gab sie im Oktober 1925, in den folgenden zehn Jahren spielte sie dort in elf Stücken. Sie trat vor allem in Musicalkomödien auf. Mitte der 1930er-Jahre trat sie in ersten Filme in Hollywood auf. In Nebenrollen verkörperte sie in über 100 Filmen meistens freundliche und verständnisvolle Figuren, häufig Mütter oder Ehefrauen. Nur gelegentlich spielte sie unsympathische Rollen, etwa als grimmige Mörderin im Western Eyes of Texas mit Roy Rogers.
Eine ihrer besten Rollen hatte sie als Ehefrau eines Widerstandskämpfers in Fritz Langs Anti-Nazi-Drama Auch Henker sterben, außerdem verkörperte sie die Arztgattin Mrs. Chumley in der Komödie Mein Freund Harvey aus dem Jahre 1950. Für Disney fungierte sie 1941 in der Originalfassung des Zeichentrickfilmes Der Drache wider Willen als Sprecherin. Bryant spielte ebenfalls die Titelfigur in Goodbye, Miss Turlock, einem Kurzfilm über eine alte Schullehrerin, der 1948 den Oscar für den besten Kurzfilm gewinnen konnte. In den 1950er-Jahren zog sie sich zusehends aus dem Filmgeschäft zurück und hatte noch einige Fernsehrollen. Nana Byrant, über deren Privatleben nichts bekannt ist, verstarb an Weihnachten 1955 im Alter von 67 Jahren.

## Filmografie (Auswahl)
- 1935: Unknown Woman
- 1935: Schuld und Sühne (Crime and Punishment)
- 1936: The King Steps Out
- 1936: Meet Nero Wolfe
- 1936: Theodora wird wild (Theodora Goes Wild)
- 1936: Pennies from Heaven
- 1938: Man-Proof
- 1938: Mad About Music
- 1938: Toms Abenteuer (The Adventures of Tom Sawyer)
- 1941: Der Drache wider Willen (The Reluctant Dragon)
- 1941: Mit einem Fuß im Himmel (One Foot in Heaven)
- 1941: Blutrache (The Corsican Brothers)
- 1942: Thunder Birds
- 1942: Youth on Parade
- 1943: Auch Henker sterben (Hangmen Also Die!)
- 1943: Der Pilot und die Prinzessin (Princess O'Rourke)
- 1943: Das Lied von Bernadette (The Song of Bernadette)
- 1944: Die Abenteuer Mark Twains (The Adventures of Mark Twain)
- 1944: Badende Venus (Bathing Beauty)
- 1944: Marriage Is a Private Affair
- 1945: Hilfe, ich bin Millionär (Brewster’s Millions)
- 1945: Weekend im Waldorf (Week-End at the Waldorf)
- 1946: Die Ausreißerin (The Runaround)
- 1946: Der Mann aus Virginia (The Virginian)
- 1947: Der Unverdächtige (The Unsuspected)
- 1947: Dangerous Years
- 1947: Hemmungslose Liebe (Possessed)
- 1948: Reise ins Verderben (Inner Sanctum)
- 1948: Ein Pferd namens October (The Return of October)
- 1948: Goodbye, Miss Turlock
- 1948: Eyes of Texas
- 1948: Ein Bandit zum Küssen (The Kissing Bandit)
- 1948: Reise ins Verderben (Inner Sanctum)
- 1948: Ich tanze in dein Herz (Ladies of the Chorus)
- 1949: Spielfieber (The Lady Gambles)
- 1949: Die China-Mission (State Department: File 649)
- 1950: Ein charmanter Flegel (Key to the City)
- 1950: Tanzen ist unser Leben – Let’s Dance (Let’s Dance)
- 1950: I Was a Shoplifter
- 1950: Frauengeheimnis (Three Secrets)
- 1950: Mein Freund Harvey (Harvey)
- 1951: Bis zum letzten Atemzug (Only The Valiant)
- 1951: Sieg über das Dunkel (Bright Victory)
- 1953–1955: Make Room for Daddy (Fernsehserie, acht Folgen)
- 1954: Brandmal der Rache (The Outcast)
- 1955: Der Privatkrieg des Major Benson (The Private War of Major Benson)